# Bibost
Bibost és un municipi francès situat al departament del Roine i a la regió d'Alvèrnia-Roine-Alps. L'any 2007 tenia 466 habitants.

## Demografia

### Població
El 2007 la població de fet de Bibost era de 466 persones. Hi havia 178 famílies de les quals 48 eren unipersonals (28 homes vivint sols i 20 dones vivint soles), 53 parelles sense fills, 73 parelles amb fills i 4 famílies monoparentals amb fills.
La població ha evolucionat segons el següent gràfic:
Habitants censats

### Habitatges
El 2007 hi havia 210 habitatges, 179 eren l'habitatge principal de la família, 19 eren segones residències i 11 estaven desocupats. 196 eren cases i 13 eren apartaments. Dels 179 habitatges principals, 124 estaven ocupats pels seus propietaris, 49 estaven llogats i ocupats pels llogaters i 6 estaven cedits a títol gratuït; 2 tenien una cambra, 11 en tenien dues, 27 en tenien tres, 58 en tenien quatre i 81 en tenien cinc o més. 136 habitatges disposaven pel capbaix d'una plaça de pàrquing. A 75 habitatges hi havia un automòbil i a 94 n'hi havia dos o més.

### Piràmide de població
La piràmide de població per edats i sexe el 2009 era:
| Homes | Edats   | Dones |
| ----- | ------- | ----- |
| 0     | 95 o +  | 0     |
| 0     | 90 a 94 | 0     |
| 0     | 85 a 89 | 0     |
| 0     | 80 a 84 | 4     |
| 0     | 75 a 79 | 4     |
| 8     | 70 a 74 | 20    |
| 16    | 65 a 69 | 0     |
| 8     | 60 a 64 | 4     |
| 0     | 55 a 59 | 12    |
| 20    | 50 a 54 | 12    |
| 16    | 45 a 49 | 4     |
| 28    | 40 a 44 | 20    |
| 8     | 35 a 39 | 16    |
| 12    | 30 a 34 | 12    |
| 24    | 25 a 29 | 16    |
| 4     | 20 a 24 | 4     |
| 16    | 15 a 19 | 8     |
| 28    | 10 a 14 | 44    |
| 16    | 5 a 9   | 4     |
| 4     | 0 a 4   | 8     |

## Economia
El 2007 la població en edat de treballar era de 294 persones, 234 eren actives i 60 eren inactives. De les 234 persones actives 220 estaven ocupades (120 homes i 100 dones) i 14 estaven aturades (3 homes i 11 dones). De les 60 persones inactives 17 estaven jubilades, 27 estaven estudiant i 16 estaven classificades com a «altres inactius».

### Ingressos
El 2009 a Bibost hi havia 188 unitats fiscals que integraven 500 persones, la mediana anual d'ingressos fiscals per persona era de 17.959 €.

### Activitats econòmiques
Dels 12 establiments que hi havia el 2007, 2 eren d'empreses de construcció, 3 d'empreses de comerç i reparació d'automòbils, 1 d'una empresa de transport, 1 d'una empresa financera, 3 d'empreses immobiliàries, 1 d'una empresa de serveis i 1 d'una entitat de l'administració pública.
Dels 4 establiments de servei als particulars que hi havia el 2009, 1 era un taller de reparació d'automòbils i de material agrícola, 1 fusteria, 1 lampisteria i 1 restaurant.
L'any 2000 a Bibost hi havia 34 explotacions agrícoles que ocupaven un total de 378 hectàrees.

## Equipaments sanitaris i escolars
El 2009 hi havia una escola elemental.

## Poblacions més properes
El següent diagrama mostra les poblacions més properes.